# Norbert Trelle
Norbert Trelle (Kassel, 5 september 1942) is een Duits geestelijke en emeritus-bisschop van de Rooms-Katholieke Kerk.
Trelle ontving de priesterwijding op 2 februari 1968 uit handen van Kardinaal Joseph Frings. Na verschillende jaren in de zielzorg gewerkt te hebben, werd hij 25 maart 1992 tot hulpbisschop van Keulen benoemd en daartoe op 1 mei van dat jaar gewijd.
Op 11 februari 2006 werd hij benoemd tot de 70ste bisschop van Hildesheim. In 2018 werd hij opgevolgd door Heiner Wilmer.